# Celldömölk
Celldömölk je okresní město v maďarské župě Vas. Je centrem okresu Celldömölk. Žije zde okolo deseti tisíc obyvatel.

## Poloha
Město se nachází v západní části Maďarska (v regionu Kisalföld), přibližně mezi městy Sárvár a Pápa. Je vzdálené 145 km od Budapešti a 100 km jižně od Bratislavy. Asi deset kilometrů vzdušnou čarou severozápadně od města poblíž obce Ostffyasszonyfa se nachází Pannonia Ring.

## Historie

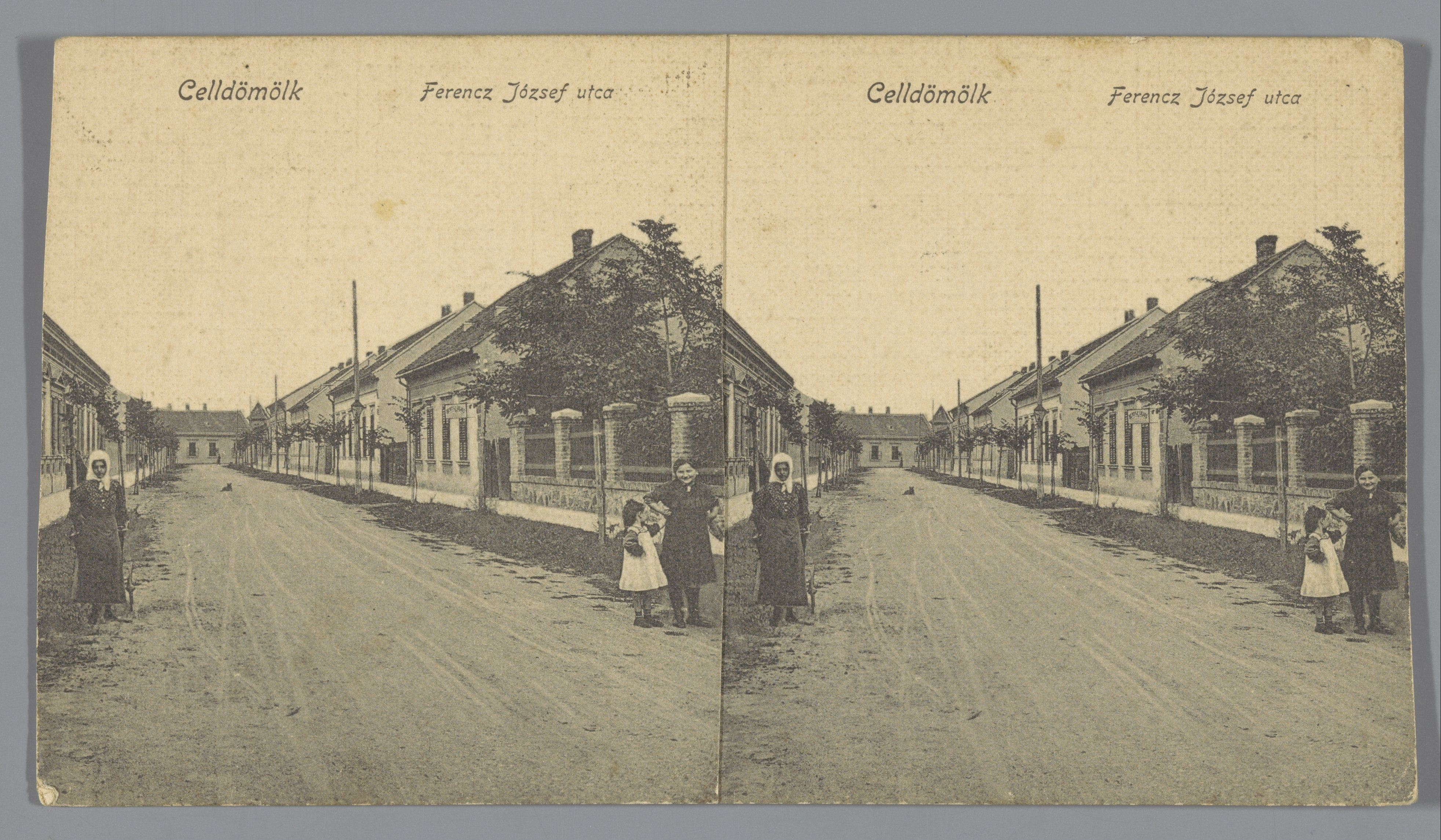
Ulice v Celldömölk na stereofotografii z počátku 20. století.

Na okraji současného města se nacházejí pozůstatky benediktinského kláštera, který zde byl postaven v 12. století v románském stylu. Jeho rozvaliny jsou dochovány do současné doby. V 40. letech 18. století zde byl vybudován kostel Panny Marie, podle vzoru kostela v Mariazell v dnešním Rakousku. Kostel je poutním místem a dnes je památkově chráněný. 
Dnešní Celldömölk však nebyl jednotnou obcí až do roku 1903. Do té doby zde existovaly dvě samostatné municipality (Kiscell a Nemesdömölk), které se nicméně vlivem růstu po zavedení železnice začaly spojovat jako jedno souvislé město. Separátní obce i nádraží jsou dobře patrné na mapách třetího vojenského mapování, stejně jako osada Pór Dömölk. Nacházel se zde také rozsáhlý hřbitov (nebo sad), který později zanikl. Na jeho místě dnes stojí továrna pro železniční techniku.
V roce 1926 byl na hlavním náměstí odhalen památník padlým v první světové válce.
Do druhé světové války zde žila židovská komunita, která byla v závěrečném roce války po převzetí moci stranou Šípových křížů poslána transporty do vyhlazovacích táborů. Město bylo také cílem spojeneckého bombardování jako významný železniční uzel, především jeho nádraží a související areály.. Až do roku 1957 byl v provozu důl na svahu hory Ság, později byl uzavřen.
V roce 1974 byla dokončena budova místního kulturního centra. 
Celldömölk získal statut města v roce 1978. V této době bylo také centrum města doplněno o moderní domy, resp. o panelové sídliště, které navazuje na původní Svatotrojiční náměstí. 

## Obyvatelstvo
V roce 2011 zde žilo 10 823 obyvatel.

## Ekonomika
Významná je pro město, které je poutním místem, především turistika.
Ve městě se nachází sklad paliv a dále závod společnosti Swietelsky.

## Kultura a turistika

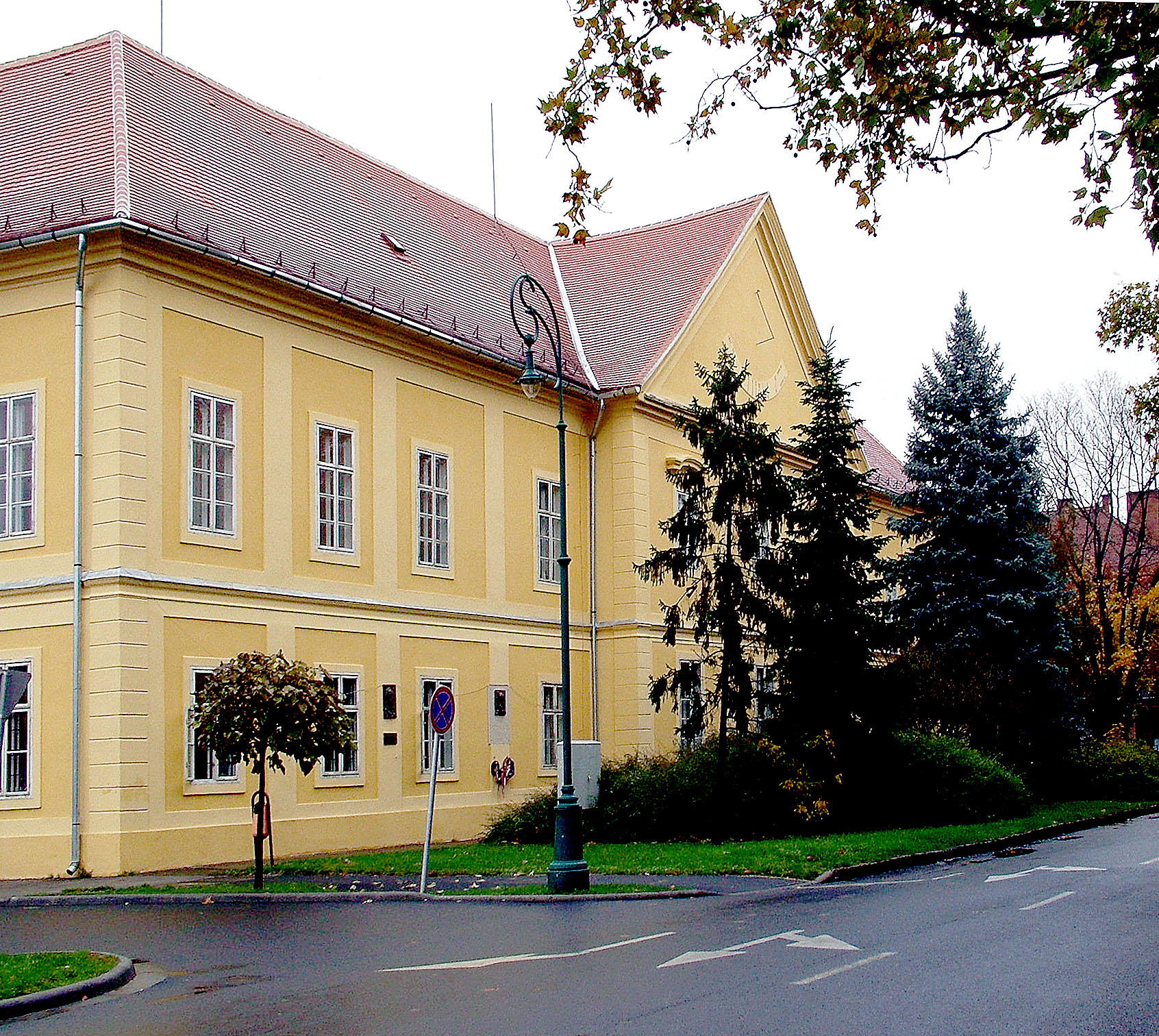
Dům na místním starém městě.

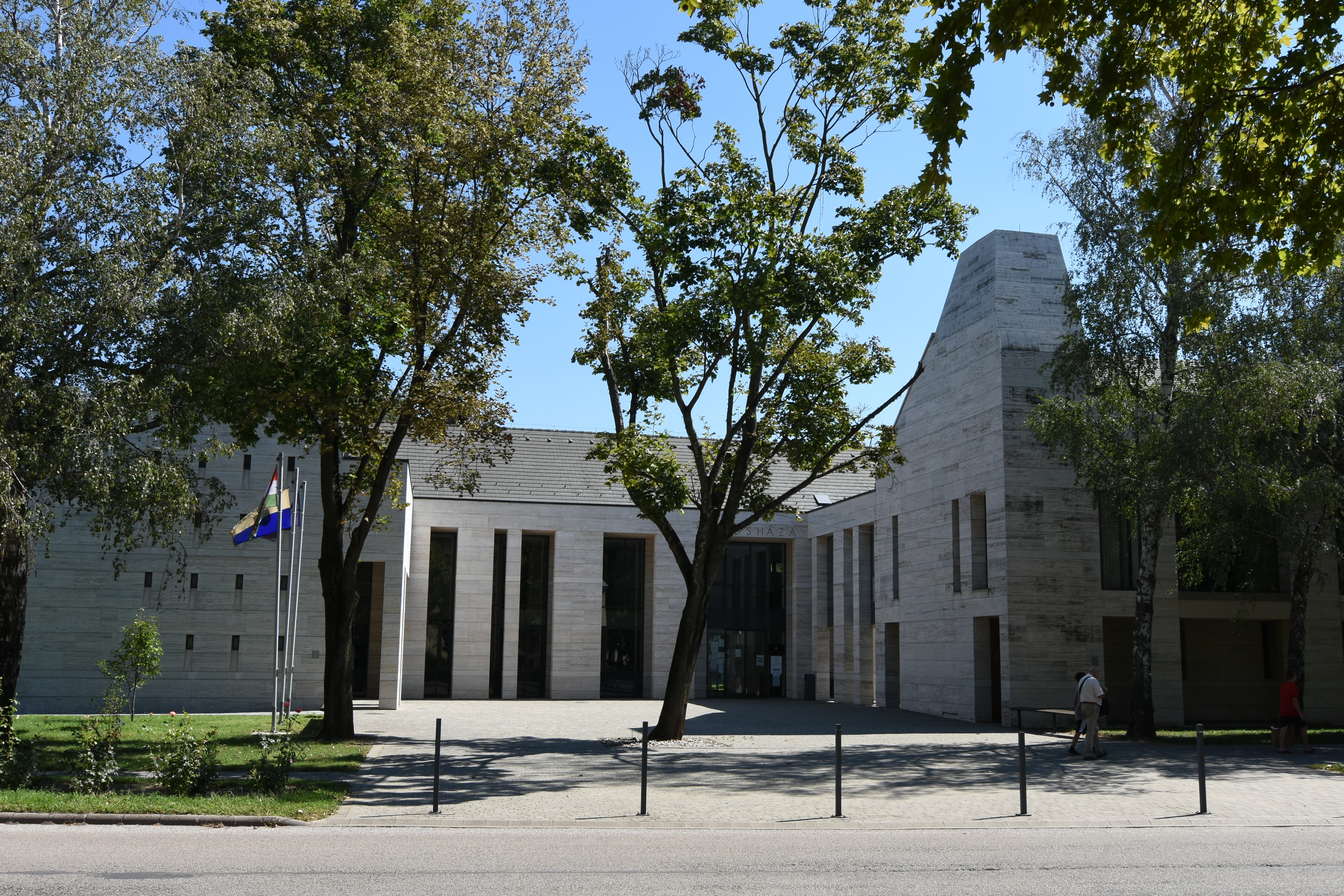
Budova radnice.

Ve městě stojí Divadlo Lajose Soltise.
V současné době je kromě mariánského kostela Celldömölk také lázeňským městem. Oblíbený je rovněž i Vulkanpark s architektonicky hodnotnou budovou návštěvnického centra.
Oblíbenou lokalitou, kterou lidé v okolí navštěvují je rovněž i kopec Sághegy. Ve městě stojí i jeho muzeum (Sághegyi Múzeum). Nachází se v něm např. Eötvösovo kyvadlo.
Kromě kostela Panny Marie se zde nachází také kostel svaté trojice a dále evangelický kostel. Nalézt zde lze také i památník připomínající první světovou válku nebo Jánose Hunyadiho.

## Ekonomika
Dříve zde byla významná těžba čediče, po jejím útlumu převzaly významnou roli služby, průmysl a dnes vinařství a především turistika. 

## Doprava
Celldömölk je železniční křižovatkou. Směřují sem tratě z měst Pápa (z východu), z Jánosházy (z jihu) a ze Szombathely (ze západu). V minulosti rovněž existovala i železniční trať do obce Répcelak a dále k Neziderskému jezeru, na ní byl ale roku 1979 provoz ukončen a poté bylo její těleso sneseno.
Hned při hlavním nádraží se nachází stanice autobusů. Do města nesměřují žádné významnější silnice, pouze jediná většího významu, a to silnice č. 834 z Pápy.
U vesnice Tokorcs severně od Celldömölku se nachází letiště se zatravněnou dráhou.

## Známé osobnosti
- Kati Piri (nar. 1979), nizozemská politička
- Miklós Gaál (nar. 1981), fotbalista
- Gábor Császár (nar. 1984), házenkář
- Lajos Fodor (1930, Celldömölk – 1993, Budapešť) maďarský inženýr, rektor Budapešťské technické univerzity, doktor Maďarské akademie věd.

## Partnerská města a obce
- Pagnacco, Itálie
- Serramazzoni, Itálie
- Neudau, Rakousko
- Sângeorgiu de Pădure, Rumunsko